# Dragon Quest VIII
Dragon Quest VIII: Die Reise des verwunschenen Königs (kurz Dragon Quest VIII, Dragon Quest 8 oder DQ 8, ursprünglich als Dragon Quest: Die Reise des verwunschenen Königs erschienen) ist ein Computer-Rollenspiel, das von Level-5 entwickelt und von Square Enix veröffentlicht wurde. Das Spiel ist der achte Teil der Dragon-Quest-Reihe und bisher auf der PlayStation 2, sowie für Android, Apple iOS und auf dem Nintendo 3DS erhältlich. Die 3DS-Version für Nordamerika und die PAL-Regionen (Europa, Australien, Neuseeland etc.) erschien am 20. Januar 2017.
Es ist das erste Spiel der Reihe, das in Ländern mit PAL-Verfahren erschienen ist und trägt deswegen dort keine Zahl im Titel. In den Vereinigten Staaten wurde das Spiel unter dem Originalnamen Dragon Quest VIII: Journey of the Cursed King verbreitet und nicht mehr unter Dragon Warrior. Das Spiel verwendet Cel-Shading-Texturen für seine Charaktere und seine Umgebung.

## Spielprinzip

### Welt
In Dragon Quest VIII bewegt sich der Spieler durch eine komplett dreidimensionale Welt und nicht mehr durch vorgerenderte Hintergründe, wie in früheren Spielen der Serie. Städte und Dungeons sind voll integriert und nicht länger zweidimensionale Symbole auf der Weltkarte.

### Steuerung
Zum Bewegen benutzt der Spieler den linken Analogstick oder das Digitalkreuz. Der rechte Analogstick dient dazu, die Kamera 360° um den Helden zu schwenken oder aus der first-person perspective genauer die Umgebung zu besichtigen. Der Spieler sieht seinen Helden die meiste Zeit aus einer Third-Person-Perspektive und nicht mehr aus der Vogelperspektive, wie in früheren Spielen.

### Kampfsystem
In Teil VIII laufen die Kämpfe serientypisch rundenbasiert ab. Ähnlich wie in Final Fantasy X wird hier das „Conditional Turn-based Battle“ (CTB)-System angewendet. Jedoch mit dem Unterschied, dass man nicht sehen kann, wie die Reihenfolge der agierenden Kämpfer ist. Die Kampfreihenfolge orientiert sich dabei an der Geschicklichkeit des Charakters.

### Erfahrungspunktesystem
Wie auch schon in vorangegangenen Dragon-Quest-Titeln kann der Spieler seine Charaktere entwickeln und verbessern, indem er Gegner besiegt und Gegenstände einsammelt. Die Werte werden dabei automatisch hochgesetzt. Der Spieler hat nur Einfluss auf das Erlernen von speziellen Fähigkeiten.

## Synopsis

### Handlung
Das Spiel beginnt damit, dass der Hofnarr des Königreichs Trodain, Dhoulmagus, ein altes Zepter stiehlt und die Burg Trodain verzaubert. Der Zauber verwandelt König Trode in einen Troll, die Prinzessin Medea in ein Pferd, und den Rest der Burgbewohner in Pflanzen. Der Einzige, der davon unberührt bleibt, ist der namenlose Protagonist, ein Trodain-Wächter. Die Wache, König Trode und Prinzessin Medea machen sich auf den Weg, um Dhoulmagus aufzuspüren und den Zauber zu brechen. Zu ihnen gesellt sich Yangus, ein Bandit, dessen Leben der Held vor einer einstürzenden Brücke rettet, Jessica, eine Magierin, die ihren Bruder rächen will und Angelo, ein Tempelritter mit einer Vorliebe für Flirten und Glücksspiel. Die Gruppe folgt Dhoulmagus’ mörderischem Weg und reist nach Westen über den Ozean. Schließlich jagt die Gruppe Dhoulmagus und tötet ihn, doch Dhoulmagus’ Tod kann den Zauber nicht brechen. Jessica beansprucht Dhoulmagus’ Zepter und verschwindet bald darauf.
Vom Zepter besessen kehrt Jessica später zurück und kämpft gegen die verbliebenen Freunde, um einen jungen Mann zu ermorden. Nachdem die Gruppe Jessica aus ihrem Bann befreien konnte, erzählt Jessica ihnen, dass das Zepter den Geist des Fürsten der Dunkelheit, Rhapthorne, enthält, der vor langer Zeit von sieben Weisen im Zepter eingesperrt wurde. Er versucht, aus seiner Isolation zu entkommen, indem er die Nachkommen der Weisen tötet. Sie spekuliert weiter, dass es Rhapthorne und nicht Dhoulmagus ist, der den Fluch auf Trodain aufrechterhält. Rhapthorne muss daher besiegt werden, wenn der Fluch gebrochen werden soll. Als Jessica dies erklärt, übernimmt das Zepter die Kontrolle über den Hund Sir Leopold des Zauberers Dominico und tötet den Assistenten des Zauberers, der einer der Nachkommen der Weisen war. Die Gruppe versucht, die verbleibenden Nachkommen aufzuspüren und zu verteidigen, doch Leopold schafft es, einen weiteren Nachkommen der Weisen ermorden zu lassen. Schließlich gelangt das Zepter in den Besitz von Marcello, Angelos machthungrigem Halbbruder. Marcello tötet den letzten verbliebenen Nachkommen der Weisen, schafft es aber, Rhapthorne eine Zeit lang einzudämmen. Schließlich greift die Gruppe Marcello an und erschöpft ihn so sehr, dass er die Kontrolle verliert und Rhapthorne freilässt. Die Gruppe, unterstützt vom Gottvogel Empyrea, stellt sich Rhapthorne und besiegt ihn. Nachdem Rhapthorne tot ist, verwandeln sich König Trode, Prinzessin Medea und das Volk von Trodain zurück. Monate später begleitet der Protagonist Medea zu ihrer arrangierten Hochzeit mit dem verwöhnten Prinz Charmles von Argonia zur Kathedrale von Savella, doch bevor die Zeremonie stattfinden kann, fliehen der Trodain-Wächter und Medea aus der Kathedrale und leben glücklich zusammen. In einem freischaltbaren, erweiterten Ende wird entdeckt, dass der Protagonist der verlorene Prinz von Argonia ist, und aufgrund dieser Enthüllung beschließt der König von Argonia, dem Protagonisten zu erlauben, Medea zu heiraten. In der Nintendo-3DS-Version kann der Spieler stattdessen eine Romanze mit Jessica beginnen. Im traditionellen Ende reist der Held mit Jessica um die Welt, während der Held im freischaltbaren Ende wählen kann, Jessica statt Medea zu heiraten.

### Charaktere
Das Spiel Dragon Quest VIII konzentriert sich auf vier Hauptcharaktere, die sich jeweils zu Beginn des Spiels der Kampfgruppe anschließen. Der Protagonist des Spiels, der achtzehnjährige königliche Wächter von Trodain und der einzige im Schloss anwesende Mensch, der dem Zorn von Dhoulmagus unbeschadet entkommen konnte, ist ein stiller Held und wird vom Spieler benannt. Er ist das ausgeglichenste Gruppenmitglied, das Schwerter, Speere und Bumerangs tragen und Magie einsetzen kann. Er ist immun gegen alle Flüche. Seine besondere Eigenschaft ist Mut. Er wird von Yangus begleitet, einem ehemaligen Dieb und Freund des Helden, der ihm sein Leben schuldet, nachdem der Held ihn von einer Klippe gerettet hat. Yangus ist ein körperlich starker Charakter, spricht in den englischen Versionen mit einem Cockney-Akzent und schwingt Äxte, Keulen und Sensen. Seine besondere Eigenschaft ist die Menschlichkeit. Jessica Albert, die einzige Frau, die sich der Gruppe anschließt, ist eine Zauberin aus der Stadt Alexandria, die ihren ermordeten Bruder Alistair rächen will. Sie nutzt Magie, kann sich aber auch mit Peitschen und Messern ausrüsten und Feinde mit ihren speziellen Sex-Appeal-Fähigkeiten betäuben. Sie ist auch die einzige Figur, die ihr Aussehen im Kampf durch verschiedene Kostüme verändern kann, mit Ausnahme eines Kostüms in der Form des Helden. Angelo ist ein Frauen liebender Adliger, der in einem Kloster aufwuchs, nachdem seine beiden Eltern an der Pest gestorben waren. Er ist Mitglied der Tempelritter und beschließt, gegen Dhoulmagus zu kämpfen, als er seine Abtei in Brand steckt und den Abt tötet. Im Kampf kann er sowohl magische als auch physische Angriffe effektiv einsetzen und verfügt über die meisten Heilzauber. Er kann Schwerter, Bögen oder Stäbe führen. Seine besondere Eigenschaft ist Charisma.
Zwei Nicht-Spieler-Charaktere begleiten die Protagonisten: Trode, der verfluchte König, der über Trodain herrscht, aber von Dhoulmagus in eine krötenähnliche Trollkreatur verwandelt wurde, und Prinzessin Medea, Trodes Tochter, die im gleichen Alter wie der Held ist. Medea wurde von Dhoulmagus in ein Pferd verwandelt und hegt ein romantisches Interesse an dem Helden. Munchie, die Haustiermaus des Helden, ist unter bestimmten Umständen vorübergehend spielbar. Weitere wichtige Nicht-Spieler-Charaktere sind Empyrea, ein mächtiger gottähnlicher Vogel, Marcello, Angelos unehelicher Halbbruder und Hauptmann der Tempelritter, Red, eine Banditin und ehemalige Kollegin von Yangus, mit dem sie eine Rivalität teilt, und Morrie, der Besitzer einer unterirdischen Monsterkampfarena. Der Antagonist von Dragon Quest VIII ist Dhoulmagus, ein Narr, der ein altes Zepter aus der Burg Trodain stiehlt und dessen Macht nutzt, um die Bewohner der Burg zu verfluchen und so die Ereignisse im Spiel in Gang zu setzen. Während die Protagonisten ihn verfolgen, begibt er sich auf eine Mordserie. Dhoulmagus entpuppt sich schließlich als Diener Rhapthornes, einem dämonischen Fürsten und wahren Antagonisten des Spiels. Rhapthorne manipuliert Dhoulmagus, um sich aus dem Zepter zu befreien, in dem er gefangen ist.

## Produktion

### Entwicklung und Veröffentlichung
Wie bei den anderen Spielen der Dragon-Quest-Serie wurde Yūji Horii als Drehbuchdirektor eingesetzt. Kritiker lobten die farbenfrohen Designs des durch Dragon Ball bekannten Art Designers Akira Toriyama. Kōichi Sugiyama komponierte die Musik für das Spiel. Dragon Quest VIII wurde am Morgen des 27. November 2004 in Japan mit einer Feier im Starbucks in Shibuya, Tokio, ab 6:30 Uhr veröffentlicht. Horii und der Präsident der Square Enix, Yōichi Wada, waren beide bei der Veranstaltung anwesend und verliehen mehreren der ersten Käufer in der Schlange ein Dragon-Quest-Slime.
Von August bis Oktober 2005, vor der Veröffentlichung des Spiels in den USA, bot die „Simon dTOUR Live“ Mall Tour spielbare Demos in teilnehmenden Einkaufszentren an. Bei diesen kostenlosen Veranstaltungen wurden Dragon-Quest-Artikel verschenkt und es gab auch Live-Unterhaltung. Eine Demo-CD für Dragon Quest VIII wurde im Herbst 2005 auch über das Magazin Shōnen Jump veröffentlicht. Das Spiel wurde am 15. November 2005 in Nordamerika veröffentlicht und mit einer spielbaren Final Fantasy XII-Demo-CD ausgeliefert. Zu den Ergänzungen und Änderungen an der nordamerikanischen Version von Dragon Quest VIII gehörten Sprachausgabe, neue Animationen, verbesserte Musik und Soundeffekte, zusätzliche Zauber und Angriffe sowie eine neue Menüoberfläche. In einer Nintendo Direct im November 2015 wurde gezeigt, dass das Spiel 2016 für den Nintendo 3DS erscheinen würde.
Dragon Quest VIII war das erste Spiel der Serie, das in Nordamerika den Namen „Dragon Quest“ (und nicht „Dragon Warrior“) trug. Der nordamerikanische Name von Dragon Quest wurde aufgrund eines Markenkonflikts mit dem Pen-&-Paper-Rollenspiel DragonQuest, das in den 1980er-Jahren vom Kriegsspielverlag Simulation Publications veröffentlicht wurde, bis zum Konkurs des Unternehmens im Jahr 1982 und dem Kauf durch Tactical Studies Rules geändert, die es dann bis 1987 als Alternativreihe zu Dungeons & Dragons veröffentlichte. Im Jahr 2003 ließ Square Enix die Marke „Dragon Quest“ in den USA registrieren, wodurch der Name „Dragon Warrior“ obsolet wurde. Da dieser Teil der Serie der erste nach 2003 war, der außerhalb Japans veröffentlicht wurde, war er der erste, der das Wort „Quest“ im Titel trug.
Im Gegensatz zur japanischen Originalversion stellen die nordamerikanischen und europäischen Lokalisierungen des Spiels eine Abkehr von früheren Dragon-Quest-Titeln dar, da in bestimmten Teilen des Abenteuers, die mit der Weiterentwicklung der Handlung zusammenhängen, Sprachausgaben enthalten sind. Das Spiel behält die Tradition der Serie bei, dem Spieler die Möglichkeit zu geben, den Hauptcharakter zu benennen. Im Gegensatz zu einigen früheren Spielen der Serie, die während der Lokalisierung für Nordamerika zensiert wurden, gab es bei Dragon Quest VIII keine solche Zensur. Die englische Übersetzung wird Plus Alpha Translations und AltJapan zugeschrieben. Richard Honeywood vom Lokalisierungsbüro der Square Enix und berühmt für seine Arbeit an Final Fantasy VIII und Chocobo Racing war die treibende Kraft hinter der englischen Lokalisierung des Spiels. In der iOS- und Android-Version wurde die Sprachausgabe entfernt, ähnlich wie in der ursprünglichen japanischen PS2-Version aufgrund damaliger Hardware-Einschränkungen.
Dragon Quest VIII wurde im April 2006 in PAL-Regionen unter dem Titel Dragon Quest: The Journey of the Cursed King veröffentlicht, wobei die römische Ziffer weggelassen wurde. Dies war das erste Mal, dass ein Hauptspiel der Serie in der PAL-Region veröffentlicht wurde. Horii erwähnte in einem Interview, dass die Fusion zwischen Squaresoft und Enix im Jahr 2003 (woraus die Square Enix entstand) es dem Unternehmen ermöglichte, mehr Spiele an mehr Orten zu veröffentlichen, worauf Produzent Ryutaro Ichimura hinzufügte, dass „der europäische Geschmack sich aufgrund des Einflusses von Anime und Cartoons verändert hat. Europäer sind offener für Cartoons als Kunstwerke geworden.“

### Musik
Wie bei den meisten Dragon-Quest-Spielen hat Kōichi Sugiyama die Originalmusik des Spiels geschrieben. Ein offizieller Soundtrack für Dragon Quest VIII wurde im Dezember 2005 von Aniplex veröffentlicht. In der japanischen Version des Spiels ist eine sequenzierte Musik enthalten, während die nordamerikanische und die PAL-Version die Orchesteraufnahmen der Symphonic Suite des Tokyo Metropolitan Symphony Orchestra spielt, wobei Sugiyama als Dirigent fungierte. Die 3DS-Versionen tauschen die Soundtracks mit der japanischen Version unter Verwendung der Orchesteraufnahmen der Symphonic Suite aus, während die nordamerikanischen und PAL-Versionen die sequenzierte, vollständig remasterte Musik verwenden. Die iOS- und Android-Version nutzt die sequenzierte Musik der japanischen PS2-Version.

## Rezeption
Dragon Quest VIII wurde am 27. November 2004 in Japan für die PlayStation 2 veröffentlicht und verkaufte innerhalb von zwei Tagen 2.167.072 Exemplare, 3 Millionen in drei Tagen und über 3 Millionen innerhalb einer Woche meistverkaufter PlayStation-2-Titel in Japan. Bis September 2008 überstiegen die weltweiten Gesamtlieferungen von Dragon Quest VIII 4,9 Millionen Exemplare, von denen über 430.000 aus der nordamerikanischen Veröffentlichung stammten. Dragon Quest VIII ist das meistverkaufte Spiel aller Zeiten für die PlayStation 2 in Japan. Es war das erste Dragon-Quest-Spiel, das von Famitsu eine Bewertung von 39 von 40 erhielt. Das Spiel gewann sowohl die Auszeichnung „Bestes Rollenspiel der E3 2005“ von 1Up.com als auch GameSpy, vor dem Zweitplatzierten Kingdom Hearts II. Während der 9. jährlichen Interactive Achievement Awards (jetzt bekannt als „D.I.C.E. Awards“) erhielt Dragon Quest VIII eine Nominierung als Rollenspiel des Jahres. Die iOS-Version wurde am ersten Halbtag zum zweiten Top-Seller im japanischen App Store, was den Einfluss der Serie unterstreicht. Die Nintendo-3DS-Version wurde bei den Golden Joystick Awards als „Handheld/Mobile Game of the Year“, bei den Destructoid’s Game of the Year Awards 2017 als „Best Portable Game“ und als „Handheld Game of the Year“ bei den 21. jährlichen D.I.C.E. Awards nominiert. Im Jahr 2023 nahm Time Extension das Spiel in die Liste der „Besten JRPGs aller Zeiten“ auf.
Die US-Veröffentlichung von Dragon Quest VIII erhielt überwiegend positive Kritiken und auf Metacritic eine Bewertung von 89 von 100. Kritiker lobten schnell die 3D-Cel-Shading-Grafik und stellten fest, dass es das erste Spiel der Serie sei, das vollständig dreidimensional sei. Ein Grundpfeiler der Dragon-Quest-Reihe ist die Einfachheit des Gameplays, ein Faktor, der in der Vergangenheit kritisiert wurde. Mehrere Kritiker wiesen jedoch darauf hin, dass das einfache Gameplay für Dragon Quest VIII sinnvoll sei. Bethany Massimilla von GameSpot schrieb, dass das Fehlen von „Dutzenden Charakteren aller Art“ es dem Spiel ermöglicht, einfach zu bleiben und den Spieler mit den Hauptcharakteren sehr vertraut zu machen. Das Magazin Edge bemerkte jedoch, dass der Inhalt des Spiels für das Jahr 2005 fehl am Platz zu sein schien.
Eine Mehrheit der Rezensenten bezeichnete die englische Lokalisierung des Spiels als eine seiner besten Qualitäten. Nich Maragos von 1Up.com lobte die britisch angehauchte Lokalisierung des Spiels und sagte, dass der Humor oft gelungen sei, abgesehen von „ein paar Wortspielen, die einen manchmal zum Sterben bringen.“ Parkin beschrieb die Sprachausgabe als „eine Mischung aus Monty Python und Die Braut des Prinzen, eine Fantasy-Farce, die eine niedliche Erzählung im idealen akustischen Vehikel vorantreibt.“ Auch die Overworld des Spiels war ein großes Lob von Kritikern. Die Autoren von 1Up.com schlugen dem Spieler vor, mit dem Spielen aufzuhören, „um sich einfach umzusehen und die Landschaft zu genießen“, und sagten, dass es in Größe und Detailliertheit mit der Karte von San Andreas in Grand Theft Auto: San Andreas konkurriert. IGN-Autor Jeremy Dunham schrieb, dass „die einzige Ausnahme in der umfangreichen Fortschrittsliste des Spiels die Handlung ist“ und erklärte, dass es eine der grundlegenderen Dragon-Quest-Geschichten gebe. Er erwähnt aber auch, dass es dem Spiel dennoch gelingt, eine einfache Handlung unterhaltsam zu gestalten.

## Vermächtnis
Charaktere aus dem Spiel Dragon Quest VIII sind auch in anderen Square-Enix-Produkten aufgetreten. Jessica und Yangus sind spielbare Charaktere in Dragon Quest Heroes: The World Tree's Woe and the Blight Below. In seiner Fortsetzung Dragon Quest Heroes II wird Jessica stattdessen von Angelo begleitet. Dragon Quest: Shōnen Yangus to Fushigi no Dungeon, ein Rogue-like-Mystery-Dungeon-Spiel von Cavia für die PlayStation 2, folgt der Handlung des jungen Yangus. Es wurde 2006 in Japan veröffentlicht. Jessica, Angelo und Yangus treten auch neben anderen Dragon-Quest-Charakteren sowie Final-Fantasy- und Mario-Charakteren in Titeln der Itadaki-Street-Franchise auf, einem Crossover-Brettspiel, das mehrere Plattformen umfasst. Charaktere aus Dragon Quest VIII tauchen auch in Dragon Quest IX: Sentinels of the Starry Skies auf. Jessica, Angelo und König Trode erscheinen als besondere Wi-Fi-Gäste im Gasthaus Quester’s Rest in Stornway, Dhoulmagus und Rhapthorne erscheinen als optionale Legacy-Bosse, und der Spieler kann ein „Trodain Royal Guard“-Kostüm erwerben, um sich als Held von Dragon Quest VIII zu verkleiden.
Der Protagonist erscheint auch als spielbarer Charakter im Crossover-Kampfspiel Super Smash Bros. Ultimate aus dem Jahr 2018. Er ist einer von vier Dragon-Quest-Protagonisten, die gemeinsam ein Moveset und als „Hero“ bezeichnet werden. Um ihn weiter von den anderen Protagonisten zu unterscheiden, wird er mit dem Namen „Eight“ bezeichnet. Er wurde von Yūki Kaji in Super Smash Bros. Ultimate gesprochen.